# Abisso Bonetti
L'Abisso Bonetti è una grotta carsica che si apre nel comune di Doberdò del Lago (Gorizia), a circa 1 km a sud-est della località Bonetti (da cui prende il nome) sul versante orientale del Vallone di Gorizia, non distante dal confine con la Slovenia (località di Novavilla). La grotta è una delle cavità più note del Carso goriziano, ma per la sua morfologia prevalentemente verticale l'accesso è possibile soltanto a speleologi esperti dotati delle necessarie attrezzature per la progressione in corda. 

## Morfologia
L’Abisso Bonetti (numero catastale 393/756VG) è una delle cavità più estese e conosciute del Carso Goriziano. Si apre a 186 m di altitudine sul piccolo altopiano a nord di Jamiano (comune di Doberdò del Lago), a poca distanza dal confine con la Slovenia, e si sviluppa con un andamento prima totalmente verticale e poi orizzontale per 87,5 m, raggiungendo una profondità massima di 49 m.
La particolarità di questa grotta è rappresentata dall'imponente baratro iniziale, costituito da una voragine delle dimensioni di 30 x 10 m e profonda 48 m, disposta lungo l'asse nord-sud, le cui pareti sono ricoperte da una notevole quantità di vegetazione. Accanto ad esso è presente un secondo ingresso, costituito da una galleria parzialmente artificiale che si ricollega al pozzo principale, nella quale nel corso della prima guerra mondiale fu costituito un ricovero militare austriaco. La base del pozzo principale, a cielo aperto e quindi in diretta comunicazione con l'ambiente esterno, è costituita da una grossa china detritica in forte pendenza che nella parte più bassa spiana e permette l’accumulo di terriccio, materiale vegetale e qualche carcassa di animale caduto dall’esterno. All’apice della china detritica si apre una prima galleria sotterranea che, dopo una strettoia posta sulla destra, immette in una seconda galleria da cui si accede alla grande sala terminale, in parte concrezionata e in parte costituita da massi di crollo, al centro della quale un'imponente colonna sembra sostenere il peso della volta soprastante; questi ambienti costituiscono la porzione più interna della cavità e non sono in comunicazione diretta con l'esterno.
Per la sua morfologia, la grotta presenta particolari caratteristiche climatiche. Se nella porzione più interna la cavità mantiene una temperatura pressoché costante intorno ai 12 °C (cioè temperatura media annua del luogo in cui la grotta si apre), alla base del pozzo principale d'accesso essa varia tra i 10 °C nei mesi estivi e i 2 °C nei mesi invernali (indice che questa porzione di grotta rappresenta una trappola ad aria fredda).

## Storia
Durante la prima guerra mondiale, tra il 1916 e il 1917, la grotta venne utilizzata dagli Austriaci, che la indicavano come Taubenloch Höhle o Taubenschlucht ("Buco dei Colombi"), come posto di ricovero e di medicazione per i soldati (si stima che potesse ospitare 250 soldati) e adattata con l'apertura di un ingresso a galleria adiacente al pozzo principale. Nella primavera del 1917 l'area venne occupata dall'esercito italiano, che a sua volta adibì la grotta a posto di medicazione. Il nome dato dagli Austriaci è dovuto alla presenza di colombi selvatici ed ha un corrispettivo in lingua slovena (Golobinka). Nel 1946 una grande quantità di residuati bellici, anche di grosso calibro, fu estratta ad opera dei Rastrellatori; ancora oggi, tuttavia, all'interno della cavità si possono ritrovare molti reperti risalenti al primo conflitto mondiale.
Oltre all'uso militare, la grotta è stata oggetto di interesse da parte degli speleologi. Il primo rilievo della cavità fu realizzato qualche anno dopo la Grande Guerra, nel gennaio 1923, ad opera del Colonnello Italo Gariboldi (SAG). La revisione del rilievo originale è stata effettuata in data 16 giugno 1968 da Ugo Stocker del Gruppo Speleologico Monfalconese ed è oggi disponibile per la consultazione sul Catasto Grotte della Regione Friuli-Venezia Giulia. Nei decenni passati la grotta è stata praticata da varie Scuole di Speleologia, in particolare per l’insegnamento della tecnica esplorativa.
A partire dagli anni ottanta l'Abisso Bonetti ha attirato l'attenzione di studiosi e appassionati ed è stata oggetto di ricerche studi scientifici a carattere botanico, faunistico e geologico.

## La fauna
L'Abisso Bonetti rappresenta uno dei quattro siti in cui è possibile osservare il coleottero carabide Typhlotrechus bilimeki tergestinus, un predatore troglobio, cieco e totalmente depigmentato. Le altre specie presenti nella cavità sono specie cavernicole comuni nell'area carsica. Tra le specie troglobie si segnalano il ragno Mesostalita nocturna, i crostacei Alpioniscus strasseri e Androniscus stygius e il coleottero colevide Bathysciotes khevenhulleri tergestinus. Tra le specie troglofile si segnalano il millepiedi Brachydesmus subterraneus, due specie di centopiedi litobidi, l'ortottero Troglophilus neglectus, il lepidottero Triphosa dubitata, il dittero Limonia nubeculosa e una specie di foride, il coleottero carabide Laemostenus cavicola, i coleotteri stafilinidi Atheta spelaea e Quedius mesomelinus. Inoltre, la parte iniziale della cavità è utilizzata come riparo da parte di pipistrelli (in particolare il rinolofo maggiore Rhinolophus ferrumequinum) e uccelli (sono stati osservati nidificare alcuni allocchi nelle nicchie del pozzo d'accesso).
Sulla base del pozzo a cielo aperto si osserva una grande quantità di insetti, ragni, anfibi e rettili troglosseni, che durante i mesi estivi vengono attratti dalla bassa temperatura e dall'umidità del pozzo e vi cadono all'interno, riuscendo in qualche caso a sopravvivere, ma rimanendo intrappolati e senza la possibilità di ritornare nell'ambiente esterno.

## La flora
Nonostante le grotte siano ambienti totalmente privi di luce, in cui la fotosintesi non è possibile e di conseguenza le piante non crescono, per la sua particolare morfologia (un'apertura di grandi dimensioni che dà accesso a un pozzo profondo) nell'Abisso Bonetti una certa quantità di luce riesce a penetrare, permettendo la crescita di alcune specie di piante. La vegetazione che cresce nell'abisso può essere suddivisa in diverse fasce vegetazionali, che dall'alto (esterno) verso basso (parte più interna) sono:
- zona liminare (fino a 10 m di profondità): in questa zona, ancora ben illuminata, crescono gli stessi alberi e piante erbacee che si trovano all'esterno della cavità (piante tipiche del seslerio-ostreto), oltre ad alcune felci dei generi Asplenium e Polypodium
- zona subliminare (11-25 m): in questa zona si osservano alcune fanerogame (nocciolo, falsa ortica, lattuga dei boschi, ciclamino, dentaria a nove foglie), alcune felci (erba rugginina e lingua di cervo), muschi (in particolare Thamnobryium alopecurum) e le prime colonie di alghe verdi
- zona suboscura (26-40 m): in questa zona, in cui la quantità di luce è fortemente ridotta, si osservano soprattutto muschi ed epatiche, oltre ad alcune residue felci (erba rugginina)
- zona oscura (41-49): in questa zona, ormai priva di luce ma abbastanza umida, sopravvivono solo alcune colonie di batteri e alghe verdi, a cui si aggiungono muffe e funghi (organismi non fotosintetici) che crescono sul materiale in decomposizione[2][9]

## Geologia
Negli anni ’90 sono stati scoperti nella grotta due minerali fino ad allora sconosciuti nelle grotte italiane: la crandallite e l’octacalcium phosphate (OCP).